# Sergio Graziani
Pour les articles homonymes, voir Graziani.
Sergio Graziani, né à Udine le 10 novembre 1930 et mort à Rome le 25 mai 2018, est un acteur de théâtre, de cinéma et de doublage italien.

## Biographie
Diplômé de l'Académie nationale d'art dramatique, Sergio Graziani fait ses débuts au théâtre avec Il potere e la gloria de Graham Greene, mis en scène par Luigi Squarzina. À partir des années 1950, il se consacre au doublage, se faisant surtout connaître comme la voix principale de Donald Sutherland et de Peter O'Toole, ainsi que celle du professeur Hubert J. Farnsworth dans les cinq premières saisons du dessin animé Futurama, remplacé ensuite par Mino Caprio (it). En 2014, il prend sa retraite,,.

## Filmographie partielle

### Acteur
- 1969 : Una ragazza piuttosto complicata de Damiano Damiani
- 1973 : Il tuo piacere è il mio (it) de Claudio Racca
- 1973 : Cinq Jours à Milan (Le cinque giornate) de Dario Argento
- 1976 : Mesdames et messieurs bonsoir (Signore e signori, buonanotte)
- 1994 : Le Rêve du papillon (Il sogno della farfalla) de Marco Bellocchio
- 2003 : Ma che colpa abbiamo noi de Carlo Verdone
- 2003 : Segreti di Stato (it) de Paolo Benvenuti
- 2009 : Bakhita, de l'esclavage à la sainteté, de Giacomo Campiotti : cardinal
- 2013 : Il principe abusivo (it) d'Alessandro Siani

## À la radio
- 1997 : Il mercante di fiori